# Marcin Krukowski
Marcin Krukowski (* 14. Juni 1992 in Warschau) ist ein polnischer Leichtathlet, der sich auf den Speerwurf spezialisiert hat. Seit 2017 ist er Inhaber des Nationalrekords.

## Leben
Marcin Krukowski stammt aus Warschau und ist der Sohn der ehemaligen polnischen Speerwerfer Michał Krukowski und Agnieszka Krukowska. Von seinem Vater wird er heute trainiert.

## Sportliche Laufbahn
Krukowski tritt seit 2008 in Wettkämpfen im Speerwurf an. 2009 wurde er polnischer U18-Meister und trat im selben Monat bei den U18-Weltmeisterschaften in Brixen an, bei denen er mit einer Weite von 72,09 m den vierten Platz belegte. 2010 stieg er in der Altersklasse U20 auf und wirft seitdem mit dem Wurfgewicht von 800 g. Im Juli trat er bei den U20-Weltmeisterschaften im kanadischen Moncton an, bei denen er allerdings in der Qualifikation scheiterte. 2011 verbesserte er seine Bestleistung auf fast 80 Meter und konnte im Sommer bei den U20-Europameisterschaften in Tallinn mit 79,19 m die Silbermedaille gewinnen. 2012 verbesserte er sich nochmals um mehr als drei Meter.
Im Juli 2013 trat Krukowski bei den U23-Europameisterschaften in Tampere an, bei denen den neunten Platz belegte. Einen Monat später nahm er bei den Weltmeisterschaften in Moskau erstmals an internationalen Titelkämpfen bei den Erwachsenen teil. Im Vergleich zu den Europameisterschaften warf er zwar weiter, konnte sich allerdings deutlich nicht für das Finale qualifizieren. 2015 wurde Krukowski erstmals polnischer Meister bei den Erwachsenen. Im August nahm er bei den Weltmeisterschaften in Peking teil und belegte dort den 21. Platz. 2016 trat er zunächst bei den Europameisterschaften in Amsterdam an, bei denen er mit 79,49 m den sechsten Platz belegte. Eine leicht verbesserte Weite erzielte er einen Monat später bei den Olympischen Spielen in Rio de Janeiro, die nicht ganz zum Einzug in das Finale reichten und den insgesamt 15. Platz bedeuteten. Im Juli 2017 stellte Krukowski in Białystok mit 88,09 m einen neuen polnischen Nationalrekord auf. Einen Monat später gelang ihm bei den Weltmeisterschaften in London der Einzug in das Finale, in dem er mit 82,01 m den neunten Platz erreichte. Im August nahm der Student der Akademia Leona Koźmińskiego an der Universiade in Taipeh teil, bei der er den fünften Platz belegte.
Im August 2018 belegte Krukowski mit 84,55 m den vierten Platz bei den Europameisterschaften in Berlin. 2019 erzielte er mit dem siebten Platz bei den Weltmeisterschaften in Doha sein bislang bestes Ergebnis bei Weltmeisterschaften. Anfang Juni 2021 warf er in Turku den Speer auf 89,55 m, verbesserte damit seinen eigenen Nationalrekord und qualifizierte sich für die Olympischen Sommerspiele in Tokio. Dort kam er in der Qualifikation Anfang August allerdings nicht über 74,65 m hinaus und verpasste damit den Einzug in das Finale.
Krukowski wurde zwischen den Jahren 2014 und 2022 insgesamt acht Mal Polnischer Meister in Serie.

## Wichtige Wettbewerbe
| Jahr              | Veranstaltung             | Ort               | Platz             | Disziplin         | Weite             |
| Startet für Polen | Startet für Polen         | Startet für Polen | Startet für Polen | Startet für Polen | Startet für Polen |
| ----------------- | ------------------------- | ----------------- | ----------------- | ----------------- | ----------------- |
| 2009              | U18-Weltmeisterschaften   | Brixen            | 4.                | Speerwurf (700 g) | 72,09 m           |
| 2010              | U20-Weltmeisterschaften   | Moncton           | 27.               | Speerwurf         | 59,24 m           |
| 2011              | U20-Europameisterschaften | Tallinn           | 2.                | Speerwurf         | 79,19 m           |
| 2013              | U23-Europameisterschaften | Tampere           | 9.                | Speerwurf         | 72,37 m           |
| 2013              | Weltmeisterschaften       | Moskau            | 24.               | Speerwurf         | 76,93 m           |
| 2015              | Weltmeisterschaften       | Peking            | 21.               | Speerwurf         | 78,91 m           |
| 2016              | Europameisterschaften     | Amsterdam         | 6.                | Speerwurf         | 79,49 m           |
| 2016              | Olympische Spiele         | Rio de Janeiro    | 15.               | Speerwurf         | 80,62 m           |
| 2017              | Weltmeisterschaften       | London            | 9.                | Speerwurf         | 82,01 m           |
| 2017              | Universiade               | Taipeh            | 5.                | Speerwurf         | 79,38 m           |
| 2018              | Europameisterschaften     | Berlin            | 4.                | Speerwurf         | 84,55 m           |
| 2019              | Weltmeisterschaften       | Doha              | 7.                | Speerwurf         | 80,56 m           |
| 2021              | Olympische Sommerspiele   | Tokio             | 28.               | Speerwurf         | 74,65 m           |

## Leistungsentwicklung
- 2008: 60,79 m
- 2009: 69,32 m
- 2010: 72,10 m
- 2011: 79,19 m
- 2012: 82,58 m
- 2013: 83,04 m
- 2015: 85,20 m
- 2017: 88,09 m
- 2021: 89,55 m; (polnischer Rekord)